# Promachus laciniosus
Promachus laciniosus là một loài ruồi trong họ Asilidae. Promachus laciniosus được Becker miêu tả năm 1907. Loài này phân bố ở vùng Cổ Bắc giới.